# PKP Polskie Linie Kolejowe
PKP Polskie Linie Kolejowe S.A. (PLK) je polská společnost vzniklá transformací státních drah Polskie Koleje Państwowe a je největším polským manažerem infrastruktury.
Společnost byla založena 1. října 2001 a dosud (2006) je součástí Grupy PKP. Polská vláda však uvažuje o jejím vyčlenění ze struktury Grupy PKP.
PLK je odpovědná za investice a údržbu železničních tratí. Na tratích ve své správě také vykonává funkci provozovatele dráhy. Ve správě PLK je celkem 23 tisíc km železničních tratí, z toho pouze na 19,1 tis. km je v současnosti (2006) provozována železniční doprava. Předpokládá se, že v příštích letech by se měla délka sítě PLK snížit až na 16,5 tis. km. V březnu 2009 však pohrozila uzavřením až 7 tisíc km tratí z důvodu jejich špatného stavu a nedostatku peněz na investice.